# Cutandia dichotoma
Cutandia dichotoma är en gräsart som först beskrevs av Peter Forsskål, och fick sitt nu gällande namn av Louis Charles Trabut. Cutandia dichotoma ingår i släktet Cutandia, och familjen gräs. Inga underarter finns listade i Catalogue of Life.